# Carl-Johan Vallgrens litteraturpris till yngre författare
Carl-Johan Vallgrens litteraturpris till yngre författare var ett litterärt pris som sporadiskt delades ut mellan 2003 och 2011. Priset bestod av en hemlig penningsumma. Priset instiftades av Carl-Johan Vallgren år 2003 (året efter att han själv mottagit Augustpriset).

## Pristagare
- 2003 – Karl Johan Nilsson
- 2004 – Sara Villius[1]
- 2005 – Kristian Fredén[1] för romanen Offret
- 2006 – Anna Schulze[3] för novellsamlingen Brist
- 2008 – Gertrud Hellbrand[3] för romanen Scenario X
- 2011 – Måns Wadensjö[1] för romanen Förlossningen

### Fotnoter
1. 1 2 3 4 5 6  ”Vallgren-pris till Måns Wadensjö”. Svenska Dagbladet (SvD). 14 februari 2011. https://www.svd.se/a/749c71e5-a871-3324-89bb-91b1201ec859/vallgren-pris-till-mans-wadensjo. Läst 4 maj 2024.
2. ↑  Kalmteg, Lina (24 januari 2009). ”Tillbaka till samtiden”. Svenska Dagbladet. http://www.svd.se/kultur/tillbaka-till-samtiden_2367223.svd. Läst 27 maj 2012.
3. 1 2 3  ”Vallgren-pris till Gertrud Hellbrand”. Svenska Dagbladet (SvD). 22 december 2008. https://www.svd.se/a/6022de5e-22dd-37d4-a4cc-3c077888ab1c/vallgren-pris-till-gertrud-hellbrand. Läst 4 maj 2024.